# Kosmos 2300
Kosmos 2300, ruski komunikacijski satelit iz programa Kosmos. Vrste je Strijela-3.
Lansiran je 26. prosinca 1994. godine u 05:11 s kozmodroma Pljesecka u Rusiji. Lansiran je u nisku orbitu oko planeta Zemlje raketom nosačem Ciklon-3 11K68. Orbita mu je 1409 km u perigeju i 1415 km u apogeju. Orbitna inklinacija mu je 82,55°. Spacetrackov kataloški broj je 23442. COSPARova oznaka je 1994-086-B. Zemlju obilazi u 114,04 minuta. Pri lansiranju bio je mase 220 kg. 

## Vanjske poveznice
- N2YO.com Search Satellite Database
- Celes Trak SATCAT Format Documentation (engl.)
- Kunstman  Arhivirana inačica izvorne stranice od 12. kolovoza 2019. (Wayback Machine) Satellites in Orbit (engl.)